# Sophisme de division
 (novembre 2024).
Si vous disposez d'ouvrages ou d'articles de référence ou si vous connaissez des sites web de qualité traitant du thème abordé ici, merci de compléter l'article en donnant les références utiles à sa vérifiabilité et en les liant à la section « Notes et références ».
Le sophisme de division est un sophisme qui consiste à penser que l'on peut attribuer les propriétés d'un ensemble à une ou plusieurs de ses parties.

## Définition
Un sophisme de division est une déduction erronée par la confusion entre conditions nécessaires et suffisantes. Il consiste à attribuer les propriétés d'un ensemble aux parties de cet ensemble, sans le justifier. Il s'oppose au sophisme de composition qui consiste à penser que l'on peut attribuer les propriétés des parties à son ensemble sans justification.

## Exemples
- "Une maison est solide (PM), or elle est composée de pierres (Pm), donc chaque pierre est solide (Ccl)."
- "Nous vivions dans un monde visible (PM), or le monde est composé d'atomes (Pm), donc les atomes sont visibles (Ccl).

Ou par la négative : 
- "Puisque cette maison est fragile, et qu'elle est composée de pierres, aucune de ses pierres n'est solide."
- "Ce livre n'a pas de sens, donc les phrases qui le composent n'en ont pas non plus."